# Никола Миленкович
Никола Миленкович (серб. Никола Миленковић/Nikola Milenković; нар. 12 жовтня 1997, Белград, СРЮ) — сербський футболіст, захисник клубу «Ноттінгем Форест» і національної збірної Сербії.

## Клубна кар'єра
Вихованець футбольної школи клубу «Партизан». Дорослу футбольну кар'єру розпочав 2016 року в основній команді того ж клубу.
Дебютував 10 квітня 2016 року в матчі з «Младост Лучані» (4:0). Його перший гол за Партизаном забивав 21 травня 2016 року в матчі з «Воєводина» (3:2). Це був 100-й гол «Партизана» в сезоні 2015—16.
Влітку 2017 року габаритний 19-річний захисник перейшов за 5,1 мільйонів євро до італійської «Фіорентіни». У своєму дебютному сезоні в Італії взяв участь у 16 матчах Серії A.

## Виступи за збірні
Грав за юнацьку и молодіжну збірні Сербії.
У вересні 2016 року дебютував за національну збірну Сербії у товариській грі проти Катару. 2018 року поїхав у складі національної команди на тогорічний чемпіонат світу до Росії, де дебютував у першій же грі групового етапу, вийшовши у стартовому складі і провівши на полі усі 90 хвилин матчу проти Коста-Рики.

## Титули і досягнення
- Чемпіон Сербії (1):

«Партизан»: 2016-17
- Володар Кубка Сербії (2):

«Партизан»: 2015-16, 2016-17